# Upplands runinskrifter 446
Upplands runinskrifter 446 är ett försvunnet vikingatida runstensfragment som funnits i Droppsta, Odensala socken och Sigtuna kommun. Fragmentet utgör den nedre delen av en runsten och fragmentets mått är ungefär 1,1 gånger 1,2 meter. Stenen restes till minne av en greklandsfarare som avlidit där. U 446 är en så kallad Greklandssten.

## Inskriften
Translitterering av runraden:
[isifara · auk · k... ... ...-r · sin · hon tu i krikum]
Normalisering till runsvenska:
isifara ok ... ... ... sinn. Hann do i Grikkium.
Översättning till nusvenska:
isifara och ... sin. Han dog i Grekland.
De sju första runorna på ristningen har utgjort ett personnamn ("isifara") men troligen rör det sig om en felläsning.